# Xanthodes
Xanthodes is een geslacht van vlinders van de familie visstaartjes (Nolidae), uit de onderfamilie Chloephorinae.

## Soorten
- X. amata Walker, 1865
- X. aroa Bethune-Baker, 1906
- X. brunnescens (Pinhey, 1968)
- X. congenita Hampson, 1912
- X. dinarodes (Hampson, 1912)
- X. emboloscia Turner, 1902
- X. gephyrias (Meyrick, 1902)
- X. graellsii (Feisthamel, 1837)
- X. intersepta Guenée, 1852
- X. transversa Guenée, 1852